# Couvent Saint-Antoine de Casabianca
Le couvent Saint-Antoine de Casabianca (ou Cunventu Sant'Antone di a Casabianca en corse) est l'un des anciens établissements de l'ordre des Servites de Marie et un lieu hautement symbolique dans l'Histoire de la Corse.

## Histoire
Le couvent est fondé en 1420 par les Servites de Marie sur le territoire de la paroisse de Casabianca dans la pieve d'Ampugnani en Haute-Corse. Il connaît la tenue de nombreuses « consultes » ou réunions des insurgés corses à partir du XVIIIe siècle. Aujourd'hui en ruines, il ne reste de l'édifice que l'ossature principale accompagnée de son clocher, illustrée de fresques et de décorations encore nettement visibles.
Le couvent est resté célèbre pour avoir accueilli en juillet 1755 une cunsulta au cours de laquelle Pasquale Paoli fut proclamé Capugenerale di a Nazione Corsa, général en chef de la Nation corse. Cette date marque le début de son règne ainsi que le début de l'indépendance de l'île, alors sous domination de la république de Gênes. Une plaque commémorative rappelle ces évènements.
Le couvent est incendié et détruit sur ordre du conventionnel Salicetti, en l'an VIII de la République (1799/1800)
Il était constitué d'une église qui contenait quatre chapelles, et de dépendances. Aujourd'hui, seuls subsistent l'arc doubleau, entre la nef et le chœur, ainsi que les murs périphériques. Le clocher à  quatre niveaux, inscrit aux monuments historiques, ainsi que les ruines du couvent (01/1990) domine l'ensemble.
Comme souvent en Corse, ce couvent a servi et sert encore de cimetière, et on peut voir, encore aujourd'hui, des tombes régulièrement fleuries.

## Photographies

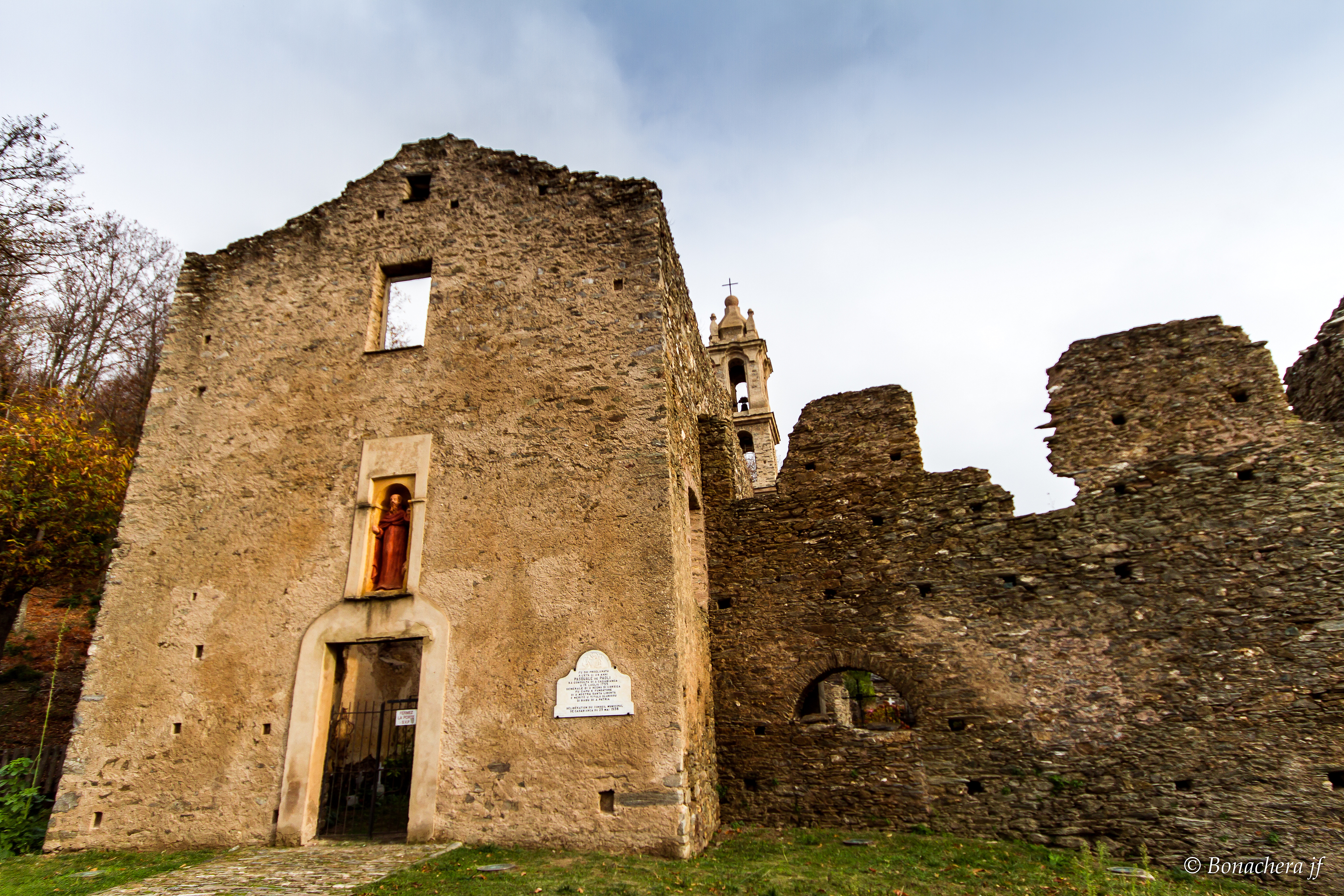
Le couvent de Casabianca: vue de la façade d'entrée
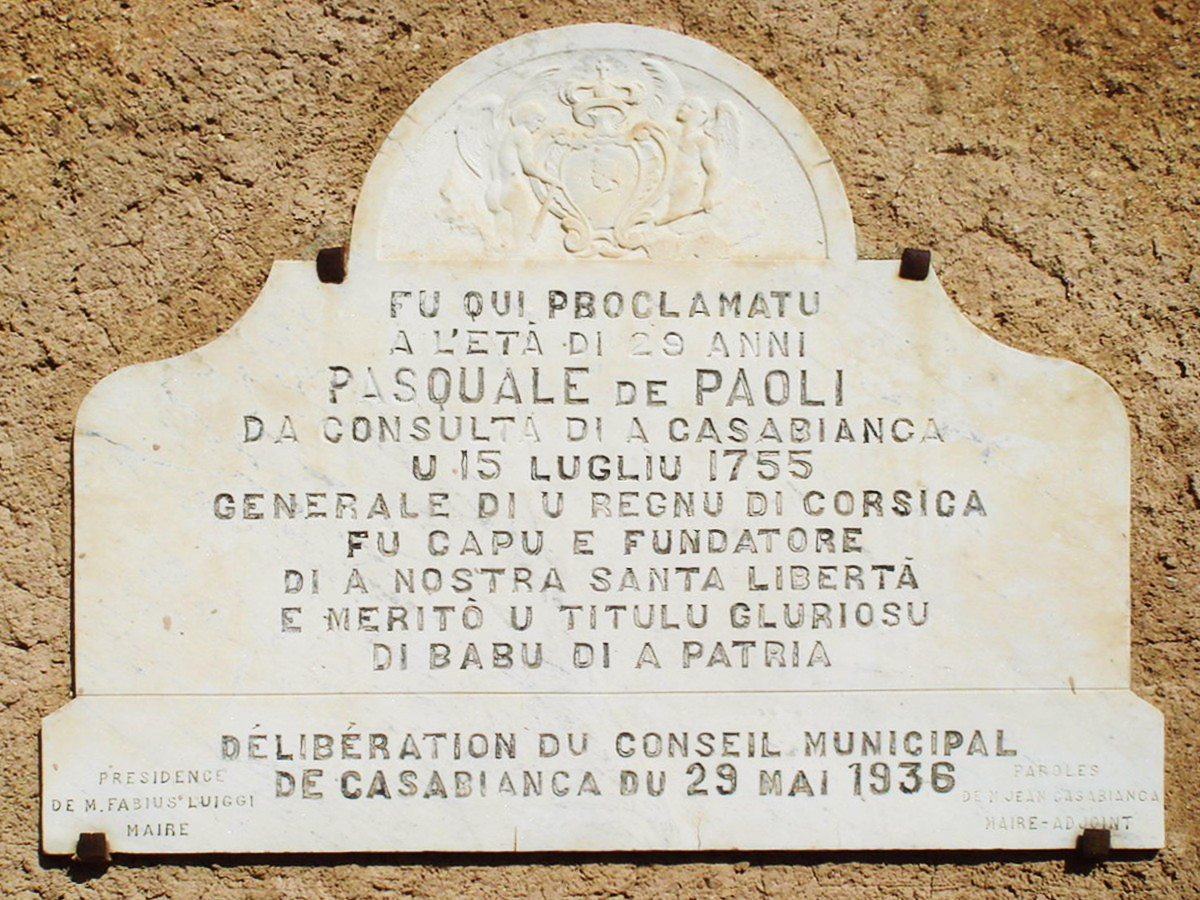
La plaque apposée au couvent rappelant les évènements de juillet 1755
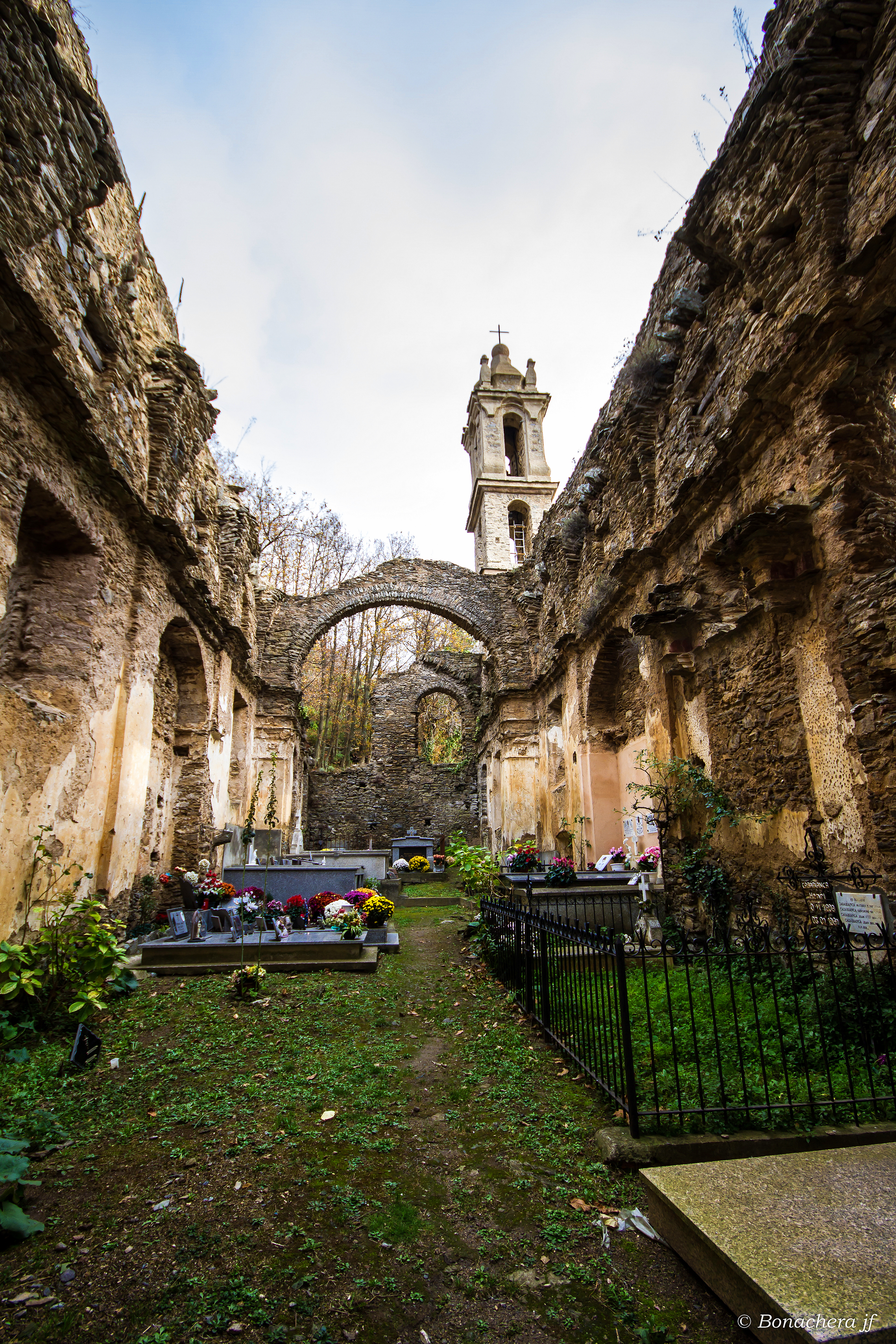
Le couvent de Casabianca: vue de l'intérieur avec les tombes fleuries.
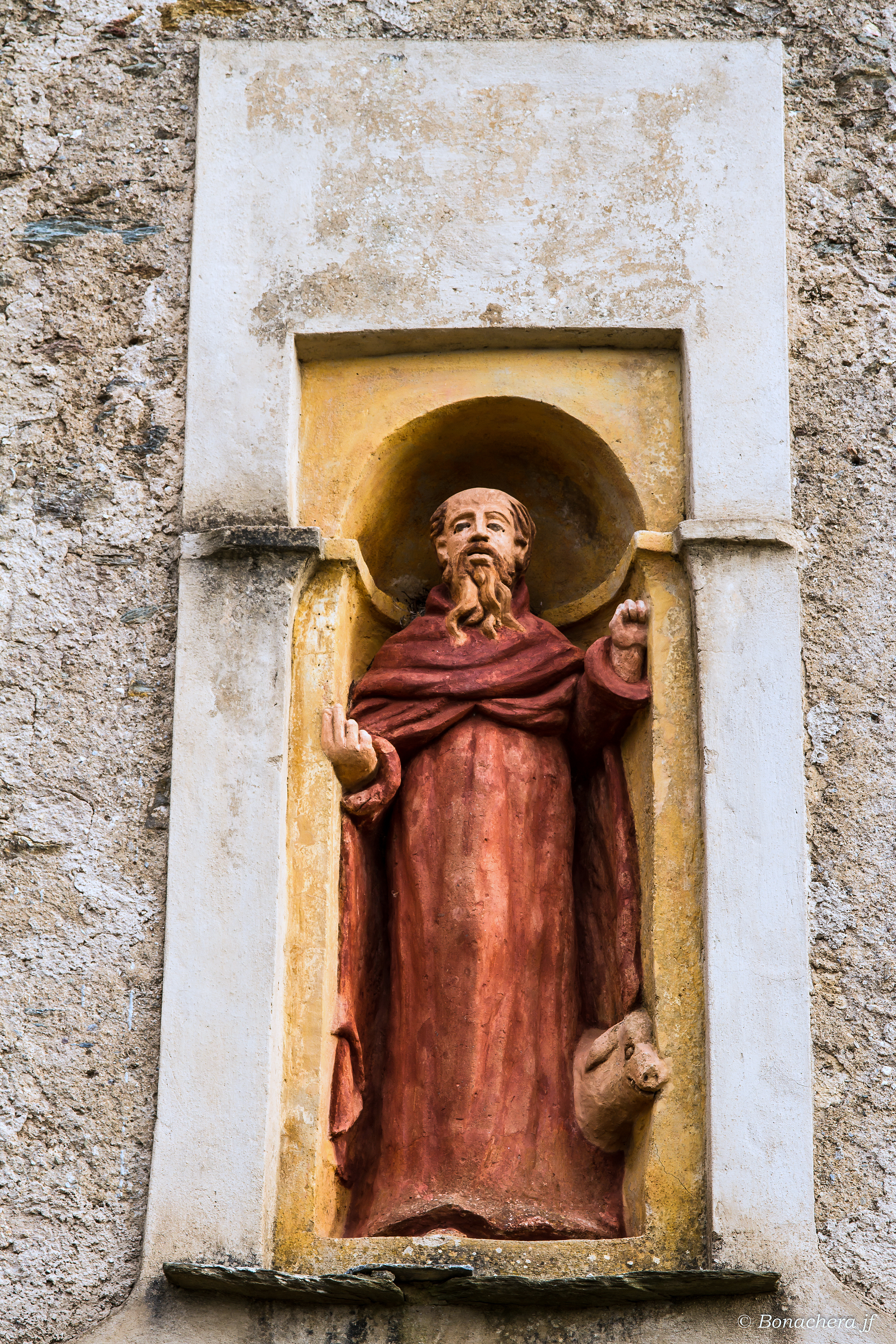
Statue de saint Antoine l'Abbé, sur la façade principale

## Dates importantes
- les 13, 14 et 15 juillet 1755, une assemblée réunie au Couvent (la Consulta di Sant' Antone di a Casabianca) proclame Pascal Paoli Général en Chef de la Nation corse,
- en 1797, les insurgés de la Crocetta y tiennent régulièrement réunions et rencontres,
- le 5 mai 1976, naissance du FLNC qui y tient la première conférence de presse de son histoire.